# Distretto di Sambava
Il distretto di Sambava è un distretto del Madagascar situato nella regione di Sava. Ha per capoluogo la città di Sambava.
La popolazione del distretto è di 288 396 abitanti (censimento 2011).